# Maurice Boitel
Maurice Boitel (Tillières-sur-Avre, 1919. július 31. – Audresselles, 2007. augusztus 11.) francia festő, a párizsi iskola úgynevezett „fiatal festészet” mozgalmához tartozott, olyan festőkkel együtt, mint Bernard Buffet, Yves Brayer és Louis Vuillermoz.

## Korai időszak
Édesapja picardiai ügyvéd volt, a ferences világi rend tagja. Édesanyja párizsi volt burgundiai felmenőkkel. Ötéves korában kezdett rajzolni. Tizenkét éves koráig a burgundiai Gevrey-Chambertinben élt. E gyönyörű környezetben festészetében a természet iránti rajongás, valamint az élet öröme („joie de vivre”) tükröződött vissza.

## Művészeti tanulmányok
Maurice Boitel Boulogne-sur-Merben és Amiens-ben folytatott szépművészeti tanulmányokat, mivel a család néhány évig ezekben a városokban élt. Ezután a családja visszament a burgundiai Nuits-Saint-Georges-ba. A Dijoni Szépművészeti Akadémián tanult, majd a második világháború kezdetén egy hegyi könnyűgyalogos szakaszban harcolt.
Sikeres felvételi vizsgát tett a Nemzeti Művészeti Akadémián (École Nationale Supérieure des Beaux-Arts), Párizsban. 1942–43-ban, a német megszállás legsúlyosabb időszakában Párizs központjában fekvő garzonjában zsidó menekülteket – többek között az újságíró Henry Jelineket – rejtegetett.
A festményei nagy részét 1942 és 1946 között egy brit gyűjtő vásárolta meg, és azóta is Londonban találhatók.

## Kiállítások, díjak, szalonok
1946-ban Abd-el-Tif prize díjat nyert, aminek köszönhetően két évig Algírban maradhatott feleségével Marie-Lucievel és fiával. Algériából visszatérve a Fiatal Festők (Jeune Peinture), a Független festők (Société des Artistes Indépendants), az Őszi Szalon (Salon d’Automne), a Rajz és Vízfestmény Szalonon (Salon du dessin et de la peinture à l'eau), a Francia Művészek Társasága (Société des Artistes Français), a Latin föld (Terre Latine), a Nemzeti Szépművészeti társaság (Société Nationale des Beaux-Arts) és az Összehasonlítók Szalonján állított ki Párizsban. 2004-ig a két utóbbi társaság tagja volt.
1949-ben algériai képeiből egyéni kiállítást rendezett az Elysée Galériában, Párizsban, ami abban az időben az európai művészet kereskedelmi központja volt.
1951-ben ugyanott ismét egyéni kiállítása nyíli, továbbá a Suillerot Galériában csoportos kiállításon vett részt, valamint a Jacques Hébertot producer által elnökölt és az Amatőr Festők Szövetségének téma-központú kiállításán is részt vett.
1958-ban Robert Louis Antral díjat kapott Párizs városától és ezzel párhuzamosan a párizsi Modern Art Museumban és a Rene Drouet (rue du Faubourg Saint-Honoré) Galériában volt egyéni kiállítása. Utóbbiban húsz éven keresztül kétévente rendezett kiállítást.
1959-ben elnyerte a Winsor & Newton (Paris-London) díjat.
Az ötvenes években két állami oktatási intézmény (Montreuil-sous-Bois település, Seine-Saint-Denis megye és Montgeron település, Essonne megye) dekorációjára kapott megbízást.
- 1963-ban a Nemzeti Szépművészeti Társaság által adományozott Puvis de Chavannes díjnak köszönhetően összes munkáját kiállíthatta a párizsi Modern Művészetek Múzeumában.
- 1966-ban a Francis Smith díj portugáliai (Peniche, Óbidos) tartózkodást hozott el számára.
- 1968-ban megkapta a Francia Művészek Arany Medálját és a Szépművészeti Akadémia Bastien Lepage díjjal jutalmazta.
- 1980-ban a Francia Intézet Dumas-Milliers díjjal tüntette ki.
- További díjak is fémjelezték művészi pályáját, úgy mint: a Seine-et-Marne-i Általános Tanács Nagydíja (1974) és a Taylor Alapítvány által odaítélt Roger Deverin vízfesték díj.
- A felsorolt városok (Boulogne-sur-Mer 1976-ban, Saint-Maur-des-Fossés 1977-ben, Montbard 1982-ben, Montreuil-sur-Mer 1993-ban) múzeumaiban rendezett egyéni kiállítások lehetővé tették számára, hogy több teremben kiállított, nagy alakú retrospektív festményein bemutassa a csendéletek mellett a francia, olasz, portugál és holland tájakról festett képekeit is.
- 1990-ben a párizsi Őszi Szalon három teremmel méltatta a párizsi Grand Palais-ban.
- 1999-ben, Jean Monneret elnök és a párizsi Függetlenek Szalonjának Tanácsa meghívta, hogy bemutassa munkáinak retrosprektívjét.
- 2003-ban, a Nemzeti Szépművészeti Társaság (Société Nationale des Beaux-Arts) aranyérmet adományozott neki.
- 2007-ben, a Nemzeti Szépművészeti Társaság (Société Nationale des Beaux-Arts) létrehozta a Tiszteletbeli Tag címet, amit – mint a Szalon egyik leghíresebb, még élő tagjának – Maurice Boitel-nek adományozott.
- 2009-ben a párizsi Grand Palais „Art en Capital” című kiállításán is bemutatták Boitel két festményét (egy vízfestményt a Vízfestmény és rajz szalonban és egy Crossas-beli gyárat ábrázoló olajfestményt a Nemzeti Szépművészeti Társaság tagjainak fenntartott hallban).
- 2010-ben a Boulogne-sur-Mer-ben található kastélymúzeumban 26 Maurice Boitel képet, a Saint-Mandé-i tanácsházban 12 festményét, a Grand Palais-ban 2 képét és a párizsi Carrousel du Louvre-ban egy festményét állították ki.
- 2011-ben a burgundiai Nuits-Saint-Georges múzeumban állított ki.

Tiszteletbeli meghívott számos festészeti kiállításon, úgy mint az 1980-ban Rosny-sous-Boisban rendezetten, 1983-ban Bloisban, 1984-ben Wimereuxben, 1984-ben Villeneuve-le-Roiban, 1986-ban Yvetotban, 1987-ben Alfortvilleben, Bourgesben és Saumurban, 1991-ben Metzben, 1992-ben Limogesben és 1992-ben Toursban rendezett tárlatokon.

## Barátok
A legközelebbi barátai közzé tartozott számos festő (Daniel du Janerand, Gabriel Deschamps, Louis Vuillermoz, Pierre-Henry, André Vignoles, Pierre Gaillardot, Rodolphe Caillaux, Jean-Pierre Alaux, Bernard Buffet, André Hambourg, Emilio Grau Sala, Jean Carzou, Paul Collomb), a zeneszerző Henri Dutilleux és a két testvér: Ramon és Antonio Pitxot.
Családi kötelékek: Henri Corblin (Corblin Burton), Albert Besson (Orvosi Akadémia), Olivier Lazzarotti (Amiens-i egyetem).
Halála
Maurice Boitel 2007. augusztus 11-én halt meg Audressellesben, Pas-de-Calais megyében.

## Hagyatéka
2014-ben Párizs városa Boitelről nevezte el a Daumesnil-tó körül található sétányt és 2008-ban Audresselles városa az angol csatornát határoló ösvényt.
Számos város adta Maurice Boitel nevét utcáinak vagy emlékműveinek:
- Párizs 12. kerületében a két kilométer hosszú Maurice Boitel sétány
- Párizsban a stúdiója épületének falán található márványtábla „Itt élt és dolgozott Maurice Boitel…”
- Audressellesben a tengerpart mentén található Maurice Boitel fasor.

## Festményei, fellelhetősége
Párizs városának kortárs művészeti alapítványának közel 30 Maurice Boitel kép van a birtokában.
Művészeti szakértők Nagy-Britanniából, az Egyesült Államokból, Svájcból, Brazíliából, Irából, Japánból, Venezuelából, Szaud-Arábiából, Libanonból, Mexikóból számos festményt vásároltak meg, ahogyan a Francia Állam és Párizs városa is.
A munkái közül néhány többek között Dijon, St-Maur des Fossés, Sceaux, Velence, Algír, Konstanz és Béjaia múzeumaiban található, továbbá a párizsi tanácsházán és francia követségek falain világszerte.
Kerámiák és freskók (1953 és 1955):
- Voltaire iskola, a Seine-Saint-Denis megyei Montreuil-sous-Boisban és a Jean-Charles Gatinot iskolában, az Essone megyei Montgeronban.

Maurice Boitel saját kezével festette az összes freskót, ami az osztálytermek falán található. Annak érdekében, hogy saját maga is készíthessen kerámiákat, a stúdiójában egy kemence volt beépítve. Kerámiái máig mindig láthatóak ezekben a Párizs környéki iskolákban.

## Munkái
A festő fejlődése egész életén át tartott: 1946-os házasságáig expresszív festészet jellemezte, majd 1946-tól 1952-ig – főként Algériában – egy nagyon színes festészeti vonalat követett. 1952 és 1965 közt jól szerkesztett tájképeket festett, a tárgyakat határozott fekete kontúrok jellemezték néhány lapos árnyékkal. Ebben az időszakban eleinte otthonához közel, Párizsban és Saint-Mandéban festett, továbbá a Cap Gris Nez környékén józan és sötét képeket alkotott viharokról, parti hajókról és a háború maradványairól. Karaktereket is festett: bohócokat, tengerészeket, baromfi tenyésztőket. Később, 1958 és 1965 között minden nyáron a spanyolországi Cadaquésban festett. A stílusa változatlan maradt, határozottan keretezett, de a fény és a színei a mediterrán térséget tükrözték (tájképek, tengerkékek, arcképek, tömegek a strandon).
1965-től munkái továbbra is jól szerkesztettek maradtak, de a kontúrok eltűntek. Számos akvarellt festett, főként Nizzában, Olaszországban es Sancerroisban. Minden évben ellátogatott az Audresselles melletti Cape Gris-Nezhez vagy Ambazacba. Párizs térsége (a Montmartre, a Bois de Vincennes, a Szajna szigetei, a Marne negyed, a Guermantes és a Conches-sur-Gondoire), ahol általában tartózkodott, számos témát biztosított számára.